# 赫希施泰滕

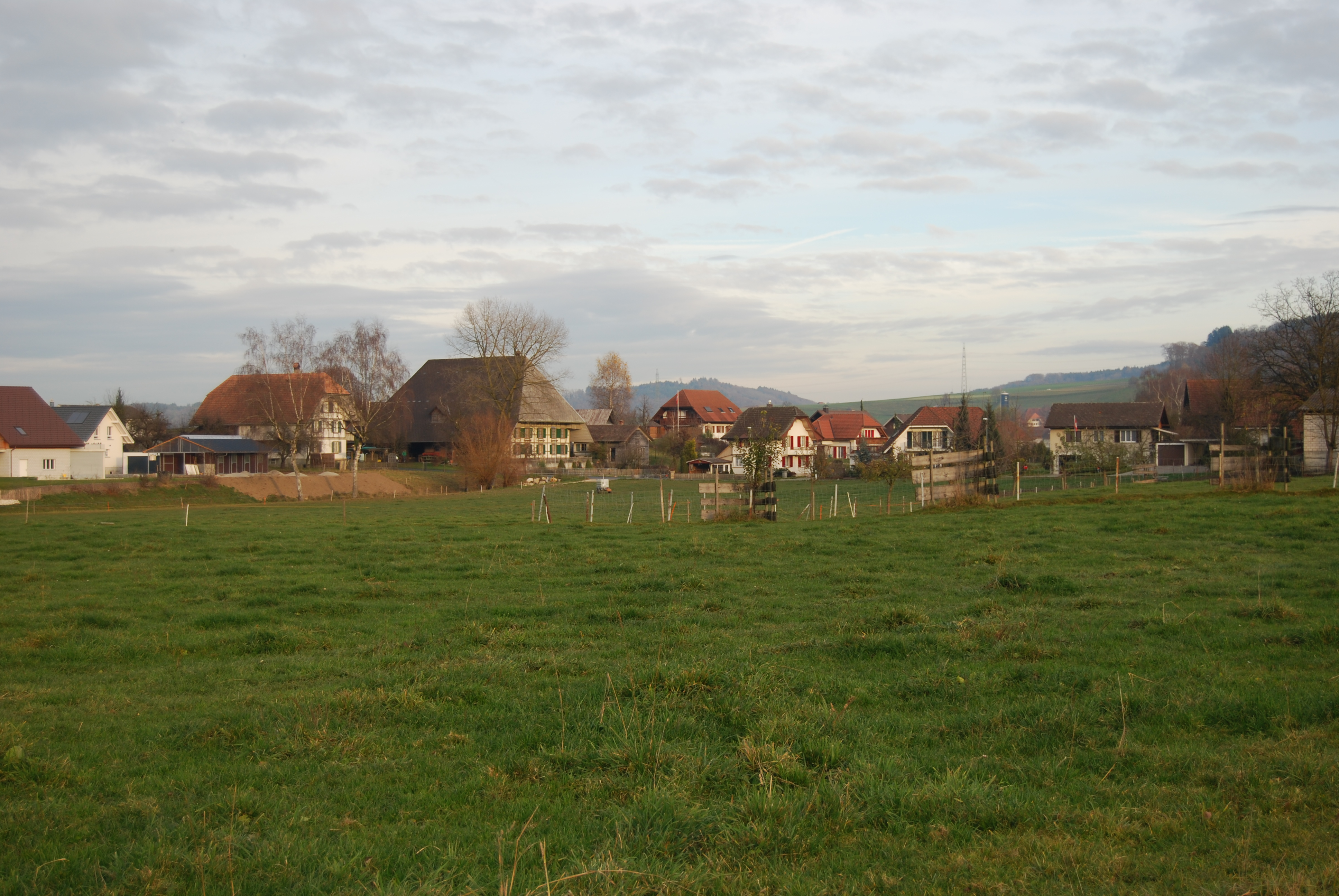

赫希斯泰滕是瑞士的城鎮，位於該國中西部，由伯恩州負責管轄，面積2.64平方公里，海拔高度480米，2011年人口258，八成人口信奉基督教，人口密度每平方公里98人。